# Liste der Staatsoberhäupter 828
Übersicht
◄◄ | ◄ | 824 | 825 | 826 | 827 | Liste der Staatsoberhäupter 828 | 829 | 830 | 831 | 832 | ► | ►►

Weitere Ereignisse

## Afrika
- Aghlabiden 
  - Emir: Ziyādat Allāh I. (817–838)
- Idrisiden in Marokko
  - Imam: Idris II. (791–828)
  - Imam: Muhammad ibn Idris II. (828–836)
- Rustamiden
  - Imam: Aflah ibn 'Abd al-Wahhab (824–872)

## Asien
- Bagan
  - König: Sawhkinhnit (802–829)

- China
  - Kaiser: Tang Wenzong (826–840)

- Iberien (Kartlien)
  - König: Aschot I. (786–830)

- Indien
  - Östliche Chalukya
    - König: Vijayaditya II. (808–847)

  - Pala
    - König: Devapala (810–850)

  - Pallava
    - König: Nandi Varman III. (825–850)

  - Pandya
    - König: Varagunan I. (800–830)

  - Pratihara
    - König: Param Bhattarak Parmeshwar Nagabhata II. (805–833)

  - Rashtrakuta
    - König: Amoghavarsha I. (814–878)

- Japan
  - Kaiser: Junna (823–833)

- Kaschmir
  - König: Sangramapida II. (825–832)

- Khmer
  - König: Jayavarman II. (802–850)

- Korea
  - Balhae
    - König: Sungjong Sung (818–832)

  - Silla
    - König: Heungdeok (826–836)

- Kalifat der Muslime
  - Kalif: al-Ma'mūn (813–833)

- Nanzhao
  - König: Meng Quanfengyou (823–859)

- Tibet
  - König: Tri Relpachen (815–836)

## Europa
- Bulgarien
  - Khan: Omurtag (814–831)

- Byzantinisches Reich
  - Kaiser: Michael II. (820–829)

- England (Heptarchie)
  - East Anglia
    - König: Æthelstan (827–845)

  - Essex
    - König: Sigeric II. (825–840)

  - Mercia
    - König: Wiglaf (827–829)

  - Northumbria
    - König: Eanred (810–840)

  - Wessex
    - König: Egbert (802–839)

- Fränkisches Reich
  - König: Ludwig der Fromme (814–840)
  - Grafschaft Toulouse
    - Graf: Berengar von Toulouse (816–835)

- Italien
  - Kirchenstaat
    - Papst: Gregor IV. (827–844)

  - Venedig
    - Doge von Venedig: Giustiniano Particiaco (827–829)

- Raszien
  - Großžupan: Vlastimir (825–860)

- Schottland
  - Dalriada
    - König: Oengus (820–834)

  - Strathclyde
    - König: Dumnuagal IV. (ca. 810–ca. 840)

  - Pikten
    - König: Oengus II. (821–834)

- Spanien
  - Asturien
    - König: Alfons II. (791–842)

  - Grafschaft Barcelona
    - Graf: Bernhard von Septimanien (826–832)

  - Emirat von Córdoba
    - Emir: Abd ar-Rahman II. (822–852)

  - Navarra
    - König: Íñigo Arista (824–852)

- Wales
  - Gwynedd
    - Fürst: Merfyn Frych (825–844)

  - Powys
    - Fürst: Cyngen ap Cadell (808–854)